# Ustilago grammica
Ustilago grammica är en svampart som beskrevs av Berk. & Broome 1850. Ustilago grammica ingår i släktet Ustilago och familjen Ustilaginaceae.   Inga underarter finns listade i Catalogue of Life.